# Thunderdome - Chapter XXI
Albums de V.A
Thunderdome XX
(1998) Thunderdome - Chapter XXII
(1998)
Thunderdome - Chapter XXI est la vingt-et-unième compilation de la série des albums Thunderdome, originaire du festival du même nom, commercialisée le 10 juin 1998. Elle succède Thunderdome XX et précède Thunderdome - Chapter XXII, albums commercialisé la même année en 1998 et distribué par Arcade et ID&T. La compilation débute avec Killing Scum par The Masochist, et se termine avec Pull The Trigger 'Temper Tantrum Mix) de 3 Da Hardway.

## Pistes
| 1.  | Killing Scum                                 | The Masochist                                      |  |
| 2.  | Braincracking                                | Neophyte                                           |  |
| 3.  | Wir Woll'n Die Tschabos                      | Tschabos                                           |  |
| 4.  | Kick Up The Volume (Play It Loud)            | Black Knight                                       |  |
| 5.  | Partyman                                     | Bass-D & King Matthew feat. Beastie Boy & Da Vinci |  |
| 6.  | Throat (DJ Isaac Mix)                        | The Mindcrimers                                    |  |
| 7.  | Da Pump (Oldskool Mix)                       | Da Tekno Warriors                                  |  |
| 8.  | My Style (Freestyle Mix)                     | Cixx vs. The Vinyl Junk                            |  |
| 9.  | Qfacterror                                   | The Prophet                                        |  |
| 10. | Checkin' The Cutz                            | DJ Dione                                           |  |
| 11. | Mosquito (DJ Paul Mix)                       | Maurizio Braccagni                                 |  |
| 12. | Lost Minds                                   | Promo                                              |  |
| 13. | Mindblower                                   | 3 Steps Ahead                                      |  |
| 14. | The Funky Groove                             | DJ E-Rick & Tac-Tic                                |  |
| 15. | Slam                                         | Nasty Django                                       |  |
| 16. | State Of Emergency                           | DJ Delirium & Guitar Rob                           |  |
| 17. | Beat Ya Brain (Again)                        | DJ Promo                                           |  |
| 18. | If The Kids Are United (DJ Paul's Forze Mix) | DJ Paul & Teenage Warning                          |  |
| 19. | Power Of Flower                              | Miss Flower                                        |  |
| 20. | Dropping Bombs                               | Shadowlands Terrorists                             |  |

| 1.  | Methodz Of Madness                          | Brian Acardy                                           |  |
| 2.  | Face Off                                    | Sim, B-ernd & Wax                                      |  |
| 3.  | Stomp                                       | 25% Of The Dreamteam feat. The Prophet                 |  |
| 4.  | Millenium                                   | 25% Of The Dreamteam Feat. Buzz Fuzz                   |  |
| 5.  | In Your Face                                | DJ Attic & Stylzz                                      |  |
| 6.  | Here We Go Again                            | Impulse Factory                                        |  |
| 7.  | A New Day                                   | Da Bulldozer Project                                   |  |
| 8.  | 6.48 Minutes To D'Spyre                     | D-Spyre                                                |  |
| 9.  | O.D.                                        | The Masochist                                          |  |
| 10. | Da Baddest Mothafuck                        | DJ E-Rick & Tactic                                     |  |
| 11. | Real Hardcore                               | Neophyte                                               |  |
| 12. | How Shall I                                 | Bass-D & King Matthew featuring Beastie Boy & Da Vinci |  |
| 13. | Bass Power                                  | DJ Promo & DJ Delirium                                 |  |
| 14. | Make 'Em Dance                              | Attic & Stylzz                                         |  |
| 15. | Sweet Dreams                                | The Headbanger                                         |  |
| 16. | Start The Beat                              | DJ Isaac                                               |  |
| 17. | We Have Arrived (Darrien Kelly's 98 Retake) | Mescalinum United                                      |  |
| 18. | Totally Lost                                | DJ Arjuna                                              |  |
| 19. | We Can Play It Pretty Hard                  | MC Drokz & DJ Tails                                    |  |
| 20. | Pull The Trigger (Temper Tantrum Mix)       | 3 Da Hardway                                           |  |